# Eilean Tioram
Eilean Tioram est une petite île inhabitée du Royaume-Uni située dans le Nord-Ouest de l'Écosse, dans le Council Area de Highland.
Baignée par les eaux du loch Alsh, elle se trouve à la sortie du loch Long, à l'extrémité de la pointe Ardelve à laquelle elle est reliée lors des marées basses. Au sud-est d'Eilean Tioram se trouve une autre petite île, Eilean Donan, qui est dominée par un château fort constituant un des sites touristiques les plus populaires de la région. De forme allongée, Eilean Tioram est plate et ne dépasse pas dix mètres d'altitude. Son littoral occidental est composé d'une grève caillouteuse tandis que son littoral oriental constitue une vasière. Le centre de l'île est couvert d'une végétation herbeuse.